# Republika Węgierska (1946–1949)
Druga Republika Węgierska (węg. Második Magyar Köztársaság) – zależne od Związku Socjalistycznych Republik Radzieckich państwo węgierskie utworzone w 1946 po obaleniu monarchii. Zastąpione w 1949 przez Węgierską Republikę Ludową.

## Historia
Wojska III Rzeszy utrzymywały się na zachodniej części marionetkowego Państwa Węgierskiego niemal do samego końca wojny, do kwietnia 1945, kiedy to po zdobyciu Budapesztu połączone siły sowiecko-rumuńskie ostatecznie przełamały niemiecki opór. Formalnie przywrócone zostało Królestwo Węgier – od listopada 1944 w Debreczynie na terenach zajętych przez Armię Czerwoną działało wielopartyjne Tymczasowe Zgromadzenie Narodowe i również wielopartyjny rząd tymczasowy generała Béli Miklósa. Ponieważ zgromadzenie tworzyły partie republikańskie, opozycyjne uprzednio wobec regencji Miklósa Horthyego, było oczywiste, że transformacja w republikę dokona się prędzej czy później. Po przeprowadzonych na Węgrzech w 1945 wolnych wyborach, w których zwyciężyła niekomunistyczna Partia Drobnych Posiadaczy, nowo wybrane Zgromadzenie Narodowe 1 lutego 1946 oficjalnie proklamowało republikę węgierską. Prezydentem został wybrany Zoltán Tildy, koalicyjny rząd z udziałem wszystkich partii parlamentarnych (w tym Komunistycznej Partii Węgier) utworzył Ferenc Nagy, polityk Partii Drobnych Posiadaczy. Ministerstwo spraw wewnętrznych w rządzie przypadło partii komunistycznej, co okazało się rozstrzygające dla losów demokracji parlamentarnej na Węgrzech. Ministrem spraw wewnętrznych w rządzie Nagy’a został László Rajk.
Nowy rząd wprowadził szereg reform obejmujących reformę rolną, nacjonalizację najważniejszych gałęzi przemysłu i banków.
Na podstawie traktatu paryskiego z 10 lutego 1947 zostały anulowane postanowienia arbitraży wiedeńskich z 1938 i 1940 roku (z wyjątkiem krótkiego odcinka granicy z Czechosłowacją w pobliżu Bratysławy, gdzie Węgrzy stracili kolejne 3 wioski) i aneksja Ukrainy Karpackiej. Czechosłowacji przywrócono terytorium południowej Słowacji, Rumunii północny Siedmiogród. Należąca do 1939 do Czechosłowacji Ukraina Karpacka została wcielona do ZSRR. W latach 1946–1948 nastąpiła intensywna wymiana ludności między Czechosłowacją a Węgrami, a około 240 tysięcy Niemców zostało przesiedlonych do okupowanych Niemiec.
Tymczasem Rajkowi jako ministrowi spraw wewnętrznych podlegała tajna policja polityczna Államvédelmi Hatóság prowadząca represje przeciwko rywalom komunistów. Po zawarciu traktatu pokojowego z państwami koalicji antyhitlerowskiej i likwidacji międzysojuszniczej Rady Kontroli na Węgrzech podległa partii komunistycznej (która w rządzie koalicyjnym posiadała stanowisko ministra spraw wewnętrznych) służba bezpieczeństwa aresztowała ministra oraz kilku posłów z głównej partii koalicji rządzącej – Partii Drobnych Posiadaczy – zwycięzcy wyborów z 1945 roku AVO w ramach tzw. taktyki salami przeprowadziło szereg policyjnych prowokacji i aresztowań, doprowadzając do obalenia demokracji parlamentarnej na Węgrzech i przejęcia pełni władzy przez partię komunistyczną (1947).
18 sierpnia 1949 Zgromadzenie Narodowe przyjęło konstytucję, ustanawiającą Węgierska Republikę Ludową. Konstytucja ta oparta była na stalinowskiej konstytucji ZSRR i obowiązywała z poprawkami do 2012 roku.